# Las Viñas (Boal)
Las Viñas (oficialmente y en asturiano: As Viñas) es una aldea perteneciente a la parroquia de Boal, en el concejo de Boal, comarca de Eo-Navia, Principado de Asturias, España.
Cuenta con una población de 10 habitantes (INE, 2021) y se encuentra a unos 335 m de altura sobre el nivel del mar, a unos 3,5 km de la capital del concejo, tomando desde esta la carretera regional AS-12 en dirección a Navia.